# Pegajahan Hulu
Pegajahan Hulu is een bestuurslaag in het regentschap Serdang Bedagai van de provincie Noord-Sumatra, Indonesië. Pegajahan Hulu telt 255 inwoners (volkstelling 2010).